# Château-fort de Seyssuel
Le château de Seyssuel est un ancien château épiscopal du XIIe siècle, situé sur le territoire de la commune de Seyssuel, dans le département de l'Isère et la région Auvergne-Rhône-Alpes, en France.

## Situation et description

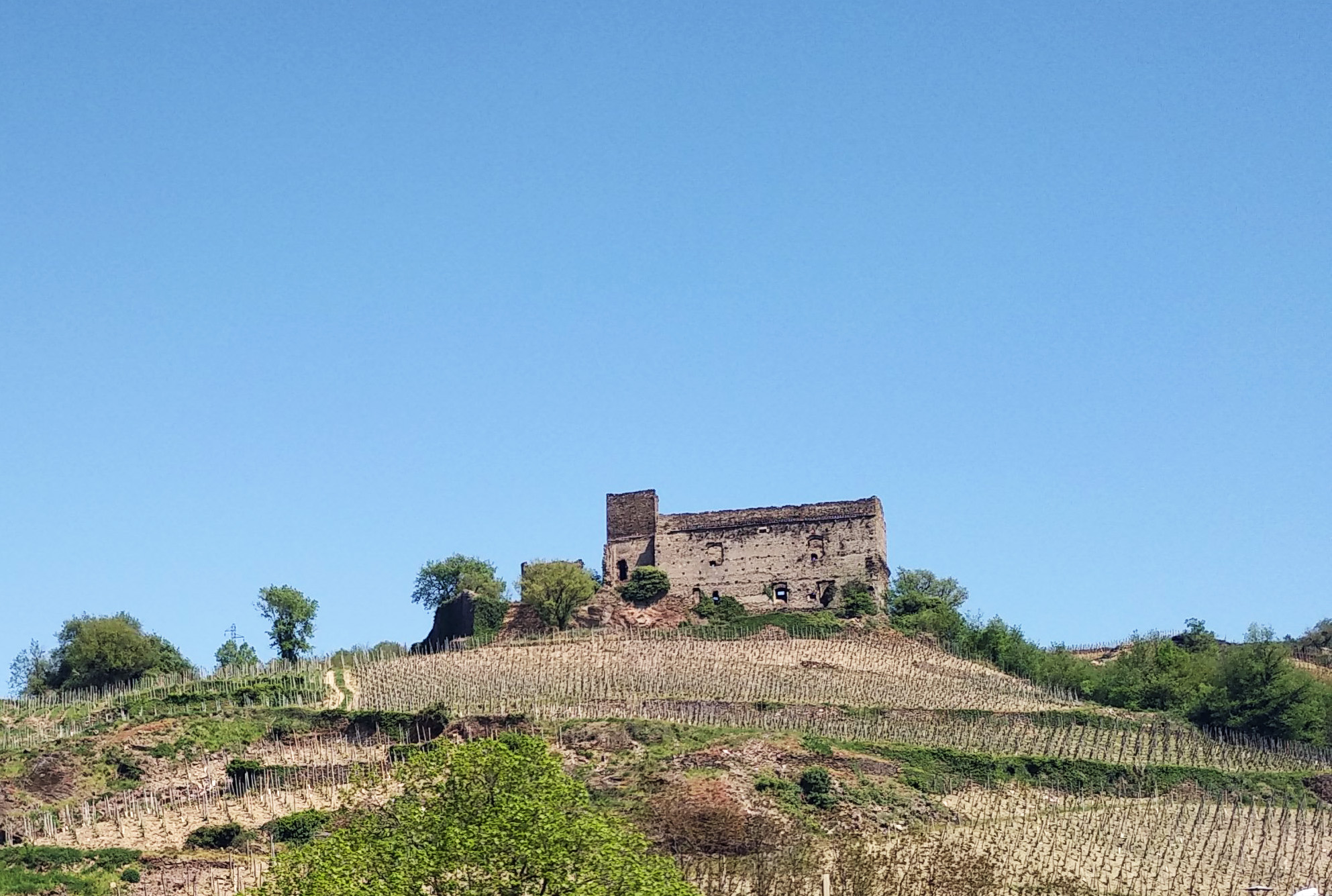
Château et vignoble de Seyssuel.

### Situation et accès
Le château, dont les vestiges sont visibles depuis les berges du Rhône, est situé sur le territoire de la commune de Seyssuel, dans la partie nord-ouest du département de l'Isère, entre les villes de Vienne, au sud et l'agglomération lyonnaise, au nord.
Également connu sous le nom d'ancien « château épiscopal » ou « château de la Roche-Piquée », du nom du rocher sur lequel il est établi et qui domine l'autoroute A7 et la voie ferrée de la ligne de Paris-Lyon à Marseille-Saint-Charles, le site n'est accessible que par des sentiers pédestres. Il s'agit d'une propriété privée dont seules les parties extérieures sont accessibles au public.

### Description
Présentés comme les vestiges les mieux conservés du département de l'Isère, les ruines du château de Seyssuel sont inscrites au titre des monuments historiques par arrêté du 19 mai 1994. Seul subsiste de l'ancienne forteresse, le donjon carré et les pans de murs du corps de logis principal qui dominent toujours le Rhône.

## Historique
Le château de Seyssuel est un ancien château épiscopal du XIIe siècle, incendié par Jean de Torchefelon, seigneur de Montcarra, opposé à l'archevêque de Vienne, Thibaud de Rougemont qui voulait le forcer à être son vassal. 
Le château des évêques de Vienne est cependant rebâti et conservé intact jusqu'à la seconde moitié du XVIe siècle, période durant laquelle les huguenots s'en emparèrent à l'occasion des guerres de religion, et le démantelèrent entièrement. Le château ne sera jamais reconstruit.